# Simbolo di stima

Il simbolo di stima.

Il simbolo di stima (℮) è un simbolo che si trova posposto alle masse nominali o ai volumi stampati sulle confezioni dei prodotti in vendita nell'Unione europea. Il simbolo certifica che il contenuto della confezione rispetta i criteri specifici per la stima:
- la quantità media del prodotto non dev'essere inferiore a quella riportata sull'etichetta;
- la proporzione del numero di confezioni con un errore negativo maggiore del margine d'errore tollerabile rispetto alla media deve rispettare i requisiti imposti dalla legge;
- non vi devono essere confezioni con un errore negativo maggiore del doppio dell'incertezza tollerabile.

L'errore negativo tollerabile è relativo alla quantità nominale e varia tra il 9% nei prodotti preconfezionati da 50 g o ml nominali o meno, fino all'1,5% nei prodotti preconfezionati da 1 kg o ℓ nominale in su. L'errore tollerabile diminuisce mentre la quantità nominale aumenta e alterna intervalli dove l'errore è fisso (quindi all'interno dell'intervallo l'errore percentuale diminuisce) ad intervalli in cui l'errore è percentuale.
Il simbolo di stima assomiglia ad una e minuscola e la sua forma è stabilita con precisione da una direttiva dell'UE. Il simbolo è stato aggiunto alla lista dei caratteri Unicode, così come avvenne con il simbolo dell'euro. È il carattere U+212E (℮).

Le proporzioni del simbolo di stima.

## Tolleranze
L'errore tollerabile diminuisce all'aumentare della quantità nominale alternando intervalli di errore percentuale con intervalli dove l'errore è fisso.
Quindi, ad esempio, sull'intervallo 50-100, l'errore tollerabile è 4,5 g o ml – all'estremo sinistro dell'intervallo l'errore percentuale è 4,5/50 = 9% (così come nell'intervallo 5-50), mentre all'estremo destro dell'intervallo è 4,5/100 = 4,5% (come nell'intervallo 100-200).
| Tabella delle tolleranze    | Tabella delle tolleranze |
| --------------------------- | ------------------------ |
| Quantità nominale in g o ml | Errore tollerabile       |
| 5–50                        | 9%                       |
| 50–100                      | 4,5 g o ml               |
| 100–200                     | 4,5%                     |
| 200–300                     | 9 g o ml                 |
| 300–500                     | 3%                       |
| 500–1000                    | 15 g o ml                |
| 1000–10 000                 | 1,5%                     |

## In informatica
Il simbolo «℮» è incluso nei Letterlike Symbols e può essere inserito a seconda dei programmi e dei sistemi operativi secondo la seguente tabella:
| Apple Macintosh   | Nella Character Palette, cercare ESTIMATED SYMBOL.                                                                                                 |
| GNOME (Linux)     | Aprire il menù Applicazioni, Accessori, Tabella caratteri. Dal menù Cerca scegliere Trova e cercare ESTIMATED SYMBOL.                              |
| KDE 4 (Linux)     | Aprire il menù K, scegliere la scheda Applicazioni, Accessori, Selettore di caratteri. Nella barra di ricerca in alto digitare ESTIMATED SYMBOL.   |
| Microsoft Windows | Tenendo premuto Alt e digitando sul tastierino numerico il codice 8494. Nel layout italiano non ha digitazione e va copiato dalla Mappa Caratteri. |
| LibreOffice       | Dal menù Inserisci, scegliere Carattere speciale... e sfogliare la categoria Simboli delle lettere.                                                |
| HTML              | &#8494; oppure &#x212e; |